# Cyrtonyx ocellatus
El colín ocelado (Cyrtonyx ocellatus), también denominado codorniz enmascarada, codorniz ocelada o codorniz arlequín centroamericana, es una especie de ave galliforme de la familia Odontophoridae que habita en bosques de montaña de clima templado en el sur de México y en América Central, desde el Istmo de Tehuantepec hasta Nicaragua. Es considerada una especie vulnerable por la Unión Internacional para la Conservación de la Naturaleza. No se conocen subespecies.

## Características
Los adultos miden entre 20 y 25 cm. Los machos tienen la cara blanca con negro, en un patrón de coloración que Peterson y Chalif llaman "de arlequín", y una larga cresta no eréctil, que cae hacia la nuca. Es bastante parecida a la codorniz arlequín mexicana (Cyrtonyx montezumae), pero su plumaje es más deslavado, el pecho y los flancos son pardos. En los flancos tiene baras negras, no manchas circulares como su especie hermana. Ambas especies tienen distribuciones diferentes, cuya frontera común se sitúa en el Istmo de Tehuantepec. Algunos ornitólogos consideran que las dos especies son en realidad morfos de una misma especie.

## Hábitat y distribución
Habita en bosques de pino-encino de las tierras altas del sur de México, Guatemala, El Salvador, Honduras y Nicaragua.